# Mátrai úti lakótelep
A Mátrai úti lakótelep Gyöngyös egyik városrésze a városközponttól 1 km-re. A Mátrai úti lakótelep panellakásokból áll ami többnyire 4 és 10 emeletesek. A lakótelepen 3 db 10 emeletes épület épült, amit a helyiek csak kilátóknak becéznek.

## Elhelyezkedése

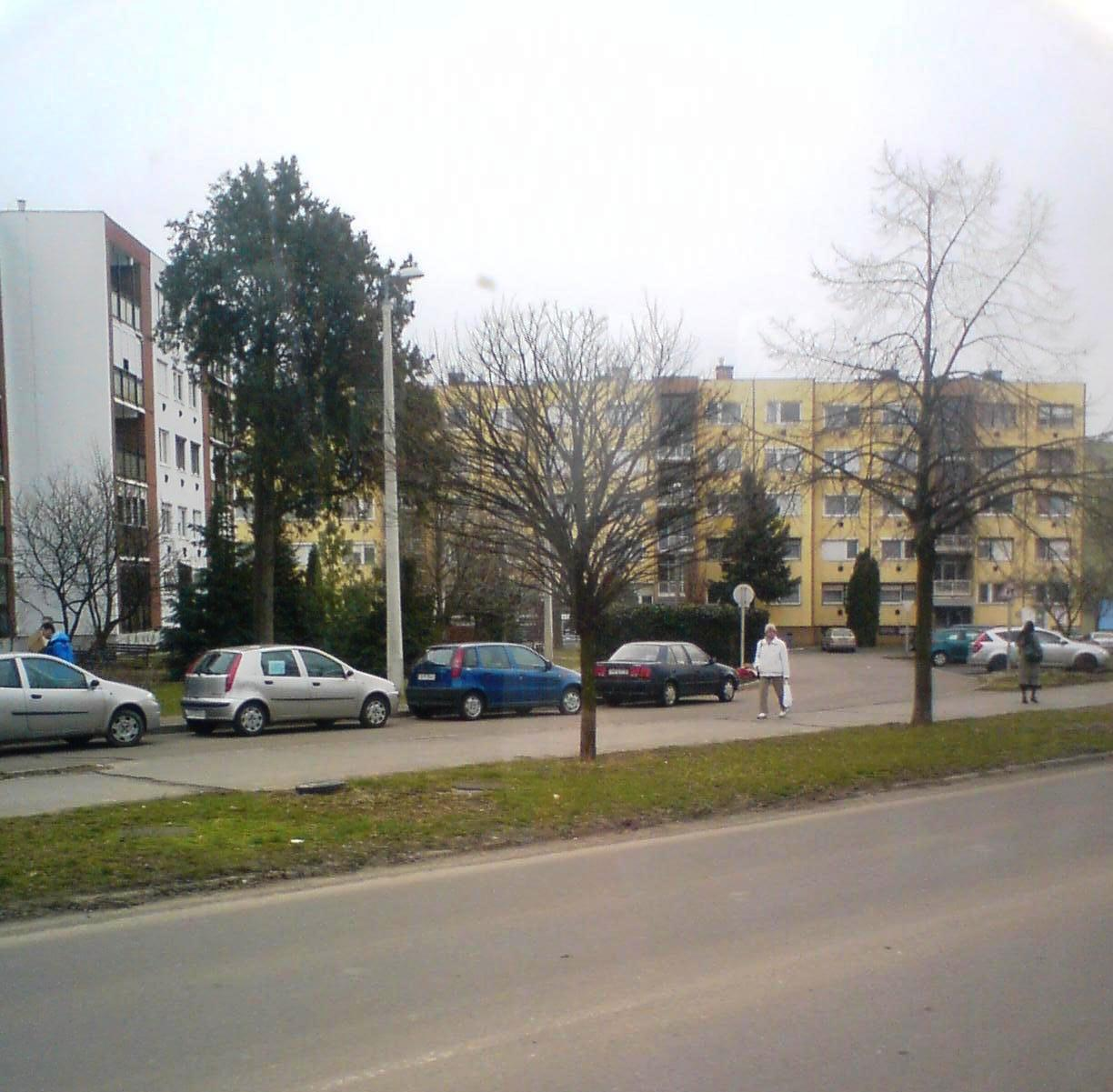

A Mátrai úti lakótelep Gyöngyös belvárosától Északkeletre található. A lakóövezet egy könnyen behatárolható területen fekszik. Keletről a Vasútállomás és a Felsővárosi temető határolja, Délről az Orczy Kastély és Kert (Mátra Múzeum) Nyugatról a Bugát Pál Kórház, míg Északról a Károly Róbert Főiskola és egy Spar áruház.

## Fejlettsége
A Mátrai úti lakótelep sokáig Gyöngyös egyik legkiesőbb lakóövezetének számított, mivel csak 1 üzlet volt található a városrészen, de azóta épült egy szupermarket, helyet kapott gyógyszertár, pékség, pizzéria, több szórakozóhely és pub. A lakóteleppel egy időben épült óvoda és bölcsőde is, amit 2011-ben felújítottak.

## Közlekedése
Gyöngyös város közlekedését a Volánbusz látja el, így a Mátrai úti lakótelepét is. A felsővárosi lakótelep így elérhető a 2-es helyi járatokkal. Mivel a lakótelepen halad át a 24-es főút így több helyközi autóbusz is megáll a városrészen.